# تشوبكنم (كوهمرة خامي)
تشوبكنم (بالفارسية: چوبکنم) هي قرية تقع في إيران في قسم كوهمرة خامي الريفي. يقدر عدد سكانها بـ 39 نسمة بحسب إحصاء 2016.